# Le Meilleur de Joe Dassin
Le Meilleur de Joe Dassin est une compilation de Joe Dassin, sortie en 1995.

## Liste des pistes

### Version 2×CD
Numéro de catalogue : Columbia COL 480787 2 (Sony Music)
| 1.  | Bip-bip                                                | 2:15 |
| 2.  | L'Amérique                                             | 2:18 |
| 3.  | L'Été indien                                           | 4:32 |
| 4.  | À toi                                                  | 2:51 |
| 5.  | Excuse Me, Lady                                        | 2:29 |
| 6.  | La Vie se chante, la vie se pleure                     | 4:20 |
| 7.  | La Complainte de l'heure de pointe (À vélo dans Paris) | 1:45 |
| 8.  | Le Moustique                                           | 2:20 |
| 9.  | Salut les amoureux                                     | 4:03 |
| 10. | Siffler sur la colline                                 | 2:39 |
| 11. | Vade retro                                             | 3:01 |
| 12. | Cécilia                                                | 4:00 |
| 13. | Marie-Jeanne                                           | 4:12 |
| 14. | Le Café des 3 colombes                                 | 3:55 |
| 15. | Il faut naître à Monaco                                | 1:53 |
| 16. | Ça va pas changer le monde                             | 3:04 |
| 17. | Il était une fois nous deux                            | 3:54 |
| 18. | La Fleur aux dents                                     | 2:09 |

| 1.  | Les Champs-Élysées          | 2:39 |
| 2.  | Les Dalton                  | 2:40 |
| 3.  | L'Équipe à Jojo             | 3:11 |
| 4.  | Et si tu n'existais pas     | 3:27 |
| 5.  | La Demoiselle de déshonneur | 2:49 |
| 6.  | Le Petit Pain au chocolat   | 3:23 |
| 7.  | Le Dernier Slow             | 3:32 |
| 8.  | Guantanamera                | 2:52 |
| 9.  | Billy le Bordelais          | 4:07 |
| 10. | C'est la vie Lily           | 3:01 |
| 11. | Ma bonne étoile             | 2:39 |
| 12. | Comment te dire             | 3:03 |
| 13. | Dans les yeux d'Émilie      | 3:44 |
| 14. | Un cadeau de papa           | 2:21 |
| 15. | Le Chemin de papa           | 2:29 |
| 16. | La Bande à Bonnot           | 2:51 |
| 17. | Si tu t'appelles Mélancolie | 3:16 |
| 18. | The Guitar Don't Lie        | 4:16 |

### Version 1×CD
Numéro de catalogue : Columbia 481116 2 (Sony Music)
| No  | Titre                       | Durée |
| --- | --------------------------- | ----- |
| 1.  | Bip-bip                     | 2:14  |
| 2.  | Guantanamera                | 2:51  |
| 3.  | Les Dalton                  | 2:38  |
| 4.  | Les Champs-Élysées          | 2:38  |
| 5.  | Le Chemin de papa           | 2:27  |
| 6.  | Le Petit Pain au chocolat   | 3:21  |
| 7.  | Siffler sur la colline      | 2:38  |
| 8.  | L'Équipe à Jojo             | 3:09  |
| 9.  | La Fleur aux dents          | 2:10  |
| 10. | L'Amérique                  | 2:16  |
| 11. | The Guitar Don't Lie        | 4:16  |
| 12. | Cécilia                     | 3:59  |
| 13. | Salut les amoureux          | 4:02  |
| 14. | Si tu t'appelles Mélancolie | 3:14  |
| 15. | Et si tu n'existais pas     | 3:25  |
| 16. | L'Été indien                | 4:30  |
| 17. | Ça va pas changer le monde  | 3:03  |
| 18. | Le Café des 3 colombes      | 3:54  |
| 19. | À toi                       | 2:49  |
| 20. | Le Dernier Slow             | 3:30  |

## Classements
| Classement (1995)            | Meilleure position |
| ---------------------------- | ------------------ |
| Belgique (Flandre Ultratop)  | 9                  |
| Belgique (Wallonie Ultratop) | 4                  |

## Certifications
| Pays                                                                 | Certification | Ventes/Équivalence |
| -------------------------------------------------------------------- | ------------- | ------------------ |
| Canada (Music Canada)                                                | Or            | 50 000^            |
| France (SNEP)                                                        | 2 × Platine   | 1 000 000*         |
| *Ventes selon la certification ^Mise en rayon selon la certification |               |                    |